# 彭豆豆
彭豆豆（1993年4月5日—），出生於湖南省長沙市 ，中國內地女演員，畢業於北京電影學院 表演系。2014年，參演個人首部電視劇《女醫·明妃傳》並正式進入演藝圈。